# Screaming for Vengeance
Screaming for Vengeance là album phòng thu thứ tám của ban nhạc heavy metal người Anh Judas Priest, được hãng Columbia Records phát hành vào tháng 7 năm 1982. Đây được xem là tác phẩm gây đột phá về mặt thương mại của ban nhạc tại Bắc Mỹ, giành được cú đúp đĩa bạch kim tại Hoa Kỳ và đĩa bạch kim ở Canada. Screaming for Vengeance đã cho ra các bài hit "You've Got Another Thing Comin'" và "Electric Eye" - những bài này trở thành các ca khúc trứ danh của ban nhạc và nhận được sự yêu thích của thính giả lâu năm trên đài phát thanh.

## Thu âm và phát hành
Screaming for Vengeance được thu âm tại Ibiza Sound Studios, Ibiza, Tây Ban Nha (trong thời gian này, nơi đây thường được các nhạc sĩ của Anh chọn để thu âm tại châu Âu đại lục nhằm né thuế). Phần trộn âm và ghi đè được thực hiện ở Beejay Recording Studios (Orlando, Florida) và Bayshore Recording Studios (Coconut Grove, Florida).
Tác phẩm thể hiện thứ âm thanh nặng và thô hơn British Steel và cho thấy quay ngược về dòng heavy rock trực diện sau đĩa nhạc giàu giai điệu Point of Entry. Album còn đánh dấu lần đầu một tay trống góp mặt trong hai album của Judas Priest trở lên, với Dave Holland tham gia thu cả British Steel lẫn Point of Entry.
Bài gặt hái thành công thương mại tốt nhất từ album là "You've Got Another Thing Comin'" được bổ sung vào phút chót. Theo tay guitar K. K. Downing chia sẻ: "Chúng tôi khá hài lòng với album [này], song lúc giờ chót thì quyết định rằng có thể thêm một bài hát nữa. Tôi biết là chúng tôi đã có một số chỗ, song chúng tôi chọn hoàn tất "Another Thing Comin'" trong các buổi ghi nháp ở Bee Jay studios. Bài hát hình thành khá là nhanh, và dường như tôi nhớ là chúng tôi đều thấy bài đó thật tuyệt, vì nó nghe như một bài chi phối mạnh mẽ và hiệu quả, có thể là một bài tuyệt vời để lên sóng phát thanh." Rob Halford thì bày tỏ sự ngạc nhiên trước thành công của ca khúc: "bài đó đã bị cất đi. Thông thường những bài bạn nghĩ sẽ làm nên chuyện nằm ở mặt trước của đĩa nhạc. Song bạn bè chúng tôi ở Sony nói: 'Chúng ta sẽ chọn bài hát này.' Và thực sự chúng tôi chả hiểu chuyện gì đang xảy ra. Thế rồi phản ứng lại tốt ngoài mong đợi: 'Ê, đĩa nhạc đang gây sốt khắp nơi kìa, nó thành công rồi."
Screaming for Vengeance được phát hành vào tháng 7 năm 1982, với đĩa CD đã qua hậu kiểm được phát hành vào tháng 7 năm 2001. "Fight for Your Life" (được thu trong các buổi ghi nháp của Screaming for Vengeance) bị lược bỏ, song sau được tái xử lý thành ca khúc "Rock Hard Ride Free" ở album kế tiếp Defenders of the Faith. Bản gốc được trình làng dưới dạng bài tặng kèm cho phiên bản hậu kiểm năm 2001 của đĩa Killing Machine (1978). Tính đến dịp kỷ niệm 30 năm ra đời album vào năm 2012, đây vẫn là đĩa nhạc bán chạy nhất sự nghiệp của Judas Priest'. Để mừng dịp kể trên, một đĩa CD đã qua hậu kiểm được phát hành, tặng kèm các bài ghi trực tiếp năm 1982 và đĩa DVD ghi lại tiết mục của ban nhạc từ nhạc hội US Festival 1983.

## Lưu diễn
World Vengeance Tour khởi động ngay sau ngày phát hành album vào tháng 7 năm 1982 và tập trung các điểm đến ở Bắc Mỹ vào mùa hè và mùa thu, mãi đến tháng 12 năm 1983 thì Priest mới trình diễn ở châu Âu. Hành động chú trọng đến khán giả Mỹ là để xây dựng chỗ đứng thương mại vững chắc ở thị trường này, đặc biệt vì "You've Got Another Thing Comin'" trở thành một bài hit lớn. Bài đó và "Electric Eye" là những bài chốt trong danh sách tiết mục và nằm trong số những bài mà ban nhạc trình diễn nhiều nhất. "Devil's Child" cũng được trình bày ở nhiều tour từ 1982 đến 2008, còn "Riding on the Wind", "Bloodstone" và bài tiêu đề cũng có tên trong danh sách tiết mục của nhiều tour. Để so sánh, "Fever" chỉ được trình bày ở hai show đầu tiên vào năm 1982, "(Take These) Chains" chỉ xuất hiện trong danh sách tiết mục vào năm 2019, trong khi "Pain and Pleasure" và bài nhạc khí "The Hellion" chưa bao giờ được trình bày trực tiếp (dẫu bản thu bài hát thường được bật trước tiết mục "Electric Eye").

## Đón nhận
| Đánh giá chuyên môn | Đánh giá chuyên môn          |
| Nguồn đánh giá      | Nguồn đánh giá               |
| Nguồn               | Đánh giá                     |
| ------------------- | ---------------------------- |
| AllMusic            | [ 6 ]                        |
| Blogcritics         | (yêu thích) (kỷ niệm 30 năm) |
| Decibel             | (hỗn hợp)                    |
| Metal Storm         | 10/10                        |
| PopMatters          | 7/10 (kỷ niệm 30 năm)        |
| Martin Popoff       | 9/10                         |
| Sputnikmusic        | 3,5/5                        |
| Terrorizer          | 5/5 (kỷ niệm 30 năm)         |

Trong khi British Steel (1980) được xem là tuyệt tác của ban nhạc, thì Screaming for Vengeance lại là tác phẩm gây đột phá của Judas Priest ở thị trường Bắc Mỹ. Dẫu cho ban nhạc đã sở hữu lượng người hâm mộ tín đồ là khán giả Mỹ vào năm 1979 và có thể đứng diễn chính ở tour của riêng họ, nhóm lại tiêu thụ "tương đối ít" đĩa nhạc trước khi Screaming for Vengeance ra đời. Đĩa nhạc cũng cực kỳ thành công trên toàn thế giới.

### Biểu diễn thương mại
Screaming for Vengeance giành vị trí số 11 trên UK Albums Chart và thứ 17 trên US Billboard 200 Pop Albums. Đĩa nhạc giành được chứng nhận vàng của RIAA vào ngày 29 tháng 10 năm 1982, bạch kim vào ngày 18 tháng 4 năm 1983, và 2× đĩa bạch kim vào ngày 16 tháng 10 năm 2001.

### Giải thưởng
Album được liệt ở hạng 15 trong danh sách 25 album nhạc metal giàu ảnh hưởng nhất của IGN. Screaming for Vengeance còn giật vị trí số 10 trong danh sách 100 album nhạc metal hay nhất của Metal-Rules.com. Kerrang! liệt album ở hạng 46 trong "100 album heavy metal hay nhất mọi thời đại". Năm 2017, đĩa nhạc đứng thứ 12 trong danh sách "100 album nhạc metal hay nhất mọi thời đại" của Rolling Stone. Năm 2022, Screaming for Vengeance xếp thứ hai trong danh sách '25 album guitar rock hay nhất năm 1982' của Guitar World.

## Trong văn hóa đại chúng
"You've Got Another Thing Comin'" có mặt ở dạng bài chơi được trong trò chơi video Guitar Hero. "Electric Eye" (cùng với bài đi kèm là "The Hellion") cũng là những bài chơi được trong Guitar Hero Encore: Rocks the 80s và Guitar Hero Smash Hits. Toàn bộ album được lần đầu pahts hành dưới dạng nội dung nhạc số cho trò chơi video Rock Band và Rock Band 2.
Bài tiêu đề "Screaming for Vengeance" được bật trên miền chính của trò chơi video Brütal Legend. Trong trò chơi, Rob Halford lồng tiếng phản diện tên là Tướng Lionwhyte, cũng như nhân vật anh hùng tên là Fire Baron (phỏng theo chính anh). Bài "You've Got Another Thing Comin'" có mặt trong trò chơi video Grand Theft Auto: Vice City (2002) - nằm trong trạm phát thanh V-Rock, còn "Electric Eye" cũng có mặt trên trạm phát thanh ấy trong trò chơi video tiền truyện Grand Theft Auto: Vice City Stories (2006). Bài hát "Riding on the Wind" thì có mặt trong trò chơi video Twisted Metal (2012).

## Danh sách ca khúc

### Bản phát hành gốc
Tất cả các ca khúc được viết bởi Glenn Tipton, Rob Halford và K. K. Downing, ngoại trừ chỗ ghi chú.
| Mặt một | Mặt một               | Mặt một           | Mặt một    |
| STT     | Nhan đề               | Sáng tác          | Thời lượng |
| ------- | --------------------- | ----------------- | ---------- |
| 1.      | "The Hellion"         |                   | 0:41       |
| 2.      | "Electric Eye"        |                   | 3:39       |
| 3.      | "Riding on the Wind"  |                   | 3:07       |
| 4.      | "Bloodstone"          |                   | 3:51       |
| 5.      | "(Take These) Chains" | Bob Halligan, Jr. | 3:07       |
| 6.      | "Pain and Pleasure"   |                   | 4:17       |

| Mặt hai          | Mặt hai                           | Mặt hai    |
| STT              | Nhan đề                           | Thời lượng |
| ---------------- | --------------------------------- | ---------- |
| 1.               | "Screaming for Vengeance"         | 4:43       |
| 2.               | "You've Got Another Thing Comin'" | 5:09       |
| 3.               | "Fever"                           | 5:20       |
| 4.               | "Devil's Child"                   | 4:48       |
| Tổng thời lượng: | Tổng thời lượng:                  | 38:43      |

| Bài tặng kèm bản CD 2001 | Bài tặng kèm bản CD 2001                                                                                     | Bài tặng kèm bản CD 2001 |
| STT                      | Nhan đề | Thời lượng               |
| ------------------------ | --- | ------------------------ |
| 11.                      | "Prisoner of Your Eyes" (được thu trong các buổi ghi nháp của Turbo (1985))                                  | 7:12                     |
| 12.                      | "Devil's Child" (ghi trực tiếp tại nhà thi đấu Mid-South Coliseum, Memphis, Tennessee; 12 tháng 12 năm 1982) | 5:02                     |
| Tổng thời lượng:         | Tổng thời lượng:                                                                                             | 50:57                    |

| Bài tặng kèm ấn bản kỷ niệm 30 năm | Bài tặng kèm ấn bản kỷ niệm 30 năm                                                                                       | Bài tặng kèm ấn bản kỷ niệm 30 năm |
| STT                                | Nhan đề | Thời lượng                         |
| ---------------------------------- | --- | ---------------------------------- |
| 11.                                | "Electric Eye" (thu trực tiếp tại Trung tâm hành chính San Antonio, San Antonio, 10 tháng 9 năm 1982)                    | 4:25                               |
| 12.                                | "Riding on the Wind" (thu trực tiếp tại Trung tâm hành chính San Antonio, San Antonio, 10 tháng 9 năm 1982)              | 3:10                               |
| 13.                                | "You've Got Another Thing Comin'" (ghi trực tiếp tại Trung tâm hành chính San Antonio, San Antonio, 10 tháng 9 năm 1982) | 7:18                               |
| 14.                                | "Screaming for Vengeance" (ghi trực tiếp tại Trung tâm hành chính San Antonio, San Antonio, 10 tháng 9 năm 1982)         | 4:45                               |
| 15.                                | "Devil's Child" (ghi trực tiếp tại nhà thi đấu Mid-South Coliseum, Memphis, Tennessee; 12 tháng 12 năm 1982)             | 5:02                               |
| 16.                                | "Prisoner of Your Eyes" (thu trong các buổi ghi nháp của Turbo (1985))                                                   | 7:12                               |
| Tổng thời lượng:                   | Tổng thời lượng: | 70:35                              |

### DVD trực tiếp bản kỷ niệm 30 năm
Tất cả các ca khúc được viết bởi Glenn Tipton, Rob Halford và K. K. Downing, ngoại trừ chỗ ghi chú. Tất cả các bài được thu hình và thu âm tại nhạc hội US Festival thứ hai ở Devore, San Bernardino, California, ngày 29 tháng 5 năm 1983. Một bài trong danh sách tiết mục bị cắt do vấn đề audio với chất liệu nguồn..
| STT | Nhan đề                                                                        | Sáng tác                            | Thời lượng |
| --- | ------------------------------------------------------------------------------ | ----------------------------------- | ---------- |
| 1.  | "Electric Eye"                                                                 |                                     |            |
| 2.  | "Riding on the Wind"                                                           |                                     |            |
| 3.  | "Heading Out to the Highway"                                                   |                                     |            |
| 4.  | "Metal Gods"                                                                   |                                     |            |
| 5.  | "Breaking the Law"                                                             |                                     |            |
| 6.  | "Diamonds and Rust" (Cover bài của Joan Baez)                                  | Joan Baez                           |            |
| 7.  | "Victim of Changes"                                                            | Al Atkins, Tipton, Halford, Downing |            |
| 8.  | "Living After Midnight"                                                        |                                     |            |
| 9.  | "The Green Manalishi (With the Two Prong Crown)" (Cover bài của Fleetwood Mac) | Peter Green                         |            |
| 10. | "Screaming for Vengeance"                                                      |                                     |            |
| 11. | "You've Got Another Thing Comin'"                                              |                                     |            |
| 12. | "Hell Bent for Leather"                                                        |                                     |            |

## Xếp hạng
| Xếp hạng (1982-1983)                         | Vị trí cao nhất |
| -------------------------------------------- | --------------- |
| Australian Albums (Kent Music Report)        | 81              |
| Canada Top Albums/CDs (RPM)                  | 17              |
| Finnish Albums (The Official Finnish Charts) | 17              |
| Album Đức (Offizielle Top 100)               | 23              |
| Japanese Albums (Oricon)                     | 72              |
| Album Na Uy (VG-lista)                       | 26              |
| Album Thụy Điển (Sverigetopplistan)          | 14              |
| Album Anh Quốc (OCC)                         | 11              |
| Album Hoa Kỳ Billboard 200                   | 17              |

| Xếp hạng (2012)                   | Vị trí cao nhất |
| --------------------------------- | --------------- |
| Album Bỉ (Ultratop Vlaanderen)    | 173             |
| Album Bỉ (Ultratop Wallonie)      | 139             |
| Album Scotland (OCC)              | 99              |
| Album Tây Ban Nha (PROMUSICAE)    | 84              |
| Album Anh Quốc Rock & Metal (OCC) | 6               |

## Chứng nhận
| Quốc gia                                  | Chứng nhận  | Số đơn vị/doanh số chứng nhận |
| ----------------------------------------- | ----------- | ----------------------------- |
| Canada (Music Canada)                     | Bạch kim    | 100.000^                      |
| Hoa Kỳ (RIAA)                             | 2× Bạch kim | 2.000.000^                    |
| ^ Chứng nhận dựa theo doanh số nhập hàng. |             |                               |